# Virginia Van Upp
Virginia Van Upp (Chicago, 13 de gener de 1902 - Los Angeles, 25 de març de 1970) va ser una productora i guionista de cinema estatunidenca.

## Biografia
Era filla de Harry i Helen Van Upp. La senyora Van Upp havia estat editora i autora del títol de Thomas H. Ince.
Van Upp va actuar en diverses pel·lícules mudes com a actriu infantil. Aviat es va convertir en guionista, editora de pel·lícules, lectora de guions, directora de càsting i agent.
El seu primer crèdit de guió va ser per a ' The Pursuit of Happiness (1934) de Paramount Pictures. Va ser una prolífica escriptora i reescriptora de guions per a Paramount fins al 1943.
Sempre buscant talent, i després que diversos guionistes no van poder crear un guió satisfactori de Les models (1944), Harry Cohn de Columbia Pictures va contractar Van Upp de Paramount per reescriure el guió. Les models va ser dissenyada com a projecte Technicolor per a Rita Hayworth. Cohn va envoltar la seva estrella amb el millor talent disponible, com els dissenyadors de vestuari Travis Banton i Gwen Wakeling, que tenien una àmplia experiència en pel·lícules de gran pressupost de la 20th Century Fox. Cohn inicialment es va mostrar reticent a tenir Gene Kelly de la MGM com a coprotagonista de Hayworth, fins que va estar convençut que Kelly i el seu assistent Stanley Donen farien la coreografia de la pel·lícula sense cap cost addicional. Van Upp no només va crear un guió reeixit a partir dels esborranys descartats, sinó que, el més important, va guanyar la confiança de Rita Hayworth, convertint-se en amiga i mediadora entre ella i l'estudi, fins i tot supervisant el vestuari de Hayworth i reescrivint el seu propi treball per adaptar-se al nou personatge. .
En veure els impressionants resultats, Cohn va convertir a Van Upp en productora associada i posteriorment en productora executiva de l'estudi. Cohn no només va reconèixer la importància d'atraure al gran públic femení, mentre els homes estaven fora durant la Segona Guerra Mundial, sinó que l'àmplia experiència de Van Upp en la indústria cinematogràfica a tots els nivells la va convertir en una raresa: a diferència de la majoria de guionistes que estaven ressentits de la interferència de l'estudi. amb el seu treball, va entendre i va acollir la diversitat d'opinió i la pressió de l'estudi per completar una pel·lícula d'èxit.

Van Upp era només una de les tres dones productores de Hollywood en aquell moment. (Els altres eren Joan Harrison, que estava associada amb Alfred Hitchcock, i Harriet Parsons, filla de l'influent columnista de xafarderies Louella Parsons). El 7 de gener de 1945, The New York Times va comentar:
El nou lloc de la senyoreta Van Upp es considera la posició més important fins ara per a una dona en un estudi important. Ella tindrà la supervisió general, la preparació i el rodatge de dotze a catorze pel·lícules de gran pressupost que farà Columbia durant l'any. A la seva ordre hi treballaran diversos productors associats, tots homes.
Com a productora, el seu treball sovint no estava acreditat, com a la La dama de Xangai.
Potser la producció més recordada de Van Upp és la pel·lícula Gilda (1946), que va coescriure i supervisar acuradament.
Després de fer The Guilt of Janet Ames (1947) amb Rosalind Russell, Van Upp va deixar Columbia per passar temps amb la seva família. Harry Cohn la va recompensar amb una feina d'inspecció del mercat llatinoamericà, on va visitar 14 països d'Amèrica Central i del Sud. Durant aquesta visita, Van Upp va anunciar que produiria dues pel·lícules basades en les novel·les de l'escriptor Ginés de la Torre, però aquests plans mai no van arribar a bon port. També es va anunciar que produiria una pel·lícula sobre la vida de Rodolfo Valentino per al productor independent Edward Small; Small va fer la pel·lícula diversos anys després sense la seva implicació.
El guió de Van Upp per a Christ the Man, titulat The Trial, sobre una posada en escena de la vida de Jesucrist en una petita ciutat estatunidenca, va ser projectat per al productor/director Frank Capra. Tanmateix, el 27 de febrer de 1951, Paramount va anunciar que la pel·lícula havia estat abandonada a causa de "la gran despesa necessària per produir-la", uns 2.000.000 de dòlars. Capra creia que el tema va influir en la decisió.
Va tornar a Columbia per treballar en la pel·lícula de retorn de Rita Hayworth La dama de Trinidad (1952), que la va reunir amb el coprotagonista de Gilda, Glenn Ford.
Una pel·lícula projectada a Republic Pictures va ser cancel·lada a causa d'una malaltia i, segons es diu, va fer pel·lícules per a l'exèrcit dels Estats Units a Alemanya Occidental.
Van Upp es va casar dues vegades. El seu segon marit va ser el director de producció Ralph W. Nelson. Es van divorciar el 1949. La parella tenia una filla.

## Filmografia
- The Pursuit of Happiness (1934) - guió
- Timothy's Quest (1936) - guió
- Too Many Parents (1936) - guió
- Poppy (1936) - guió
- My American Wife (1936) - uncredited writer
- Easy to Take (1936) - guió
- Swing High, Swing Low (1937) - guió
- You and Me (1938) - guió
- St. Louis Blues (1939) - guió
- Honeymoon in Bali (1939) - guió
- Cafe Society (1939) - història, guió
- Virginia (1941) - història, guió
- Come Live with Me (1941) - història
- One Night in Lisbon (1941) - guió
- Bahama Passage (1941) - guió
- The Crystal Ball (1943) - guió
- Young and Willing (1943) - guió
- Les models (Cover Girl) (1944) - guió
- The Impatient Years (1944) - història, guió, productora associada
- Together Again (1944) - guió, productora
- She Wouldn't Say Yes (1945) - guió, productora
- Gilda (1946) - productora
- The Guilt of Janet Ames (1947) - productora (sense acreditar)
- Here Comes the Groom (1951) - guió
- La dama de Trinidad (Affair in Trinidad) (1952) - història, productora (sense acreditar)